# Blennodesmus scapularis
Blennodesmus scapularis är en fiskart som beskrevs av Günther 1872. Blennodesmus scapularis ingår i släktet Blennodesmus och familjen Pseudochromidae. IUCN kategoriserar arten globalt som livskraftig. Inga underarter finns listade.

## Bildgalleri

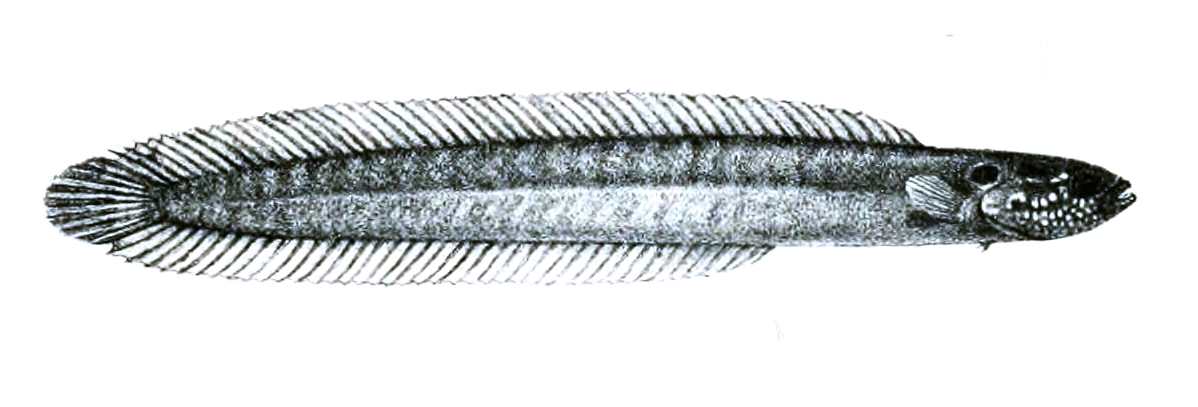